# Ambassade du Nigeria en France
L'ambassade du Nigeria en France est la représentation diplomatique de la république fédérale du Nigeria en République française. Elle est située à Paris et son ambassadeur est, depuis 2021, Kayode Ibrahim Laro.

## Ambassade
L'ambassade est située 173, avenue Victor-Hugo dans le 16e arrondissement de Paris.

## Ambassadeurs du Nigeria en France
| Date de nomination                                             | Date de nomination              | Date de remise des lettres de créance | Date de remise des lettres de créance | Ambassadeur                     |
| En qualité de chargé d'affaires                                | En qualité de chargé d'affaires | En qualité de chargé d'affaires       | En qualité de chargé d'affaires       | En qualité de chargé d'affaires |
| -------------------------------------------------------------- | ------------------------------- | ------------------------------------- | ------------------------------------- | ------------------------------- |
| ?                                                              |                                 | mai 1966                              |                                       | Raphaël Chukwu Uwechue (de)     |
| En qualité d'ambassadeurs extraordinaires et plénipotentiaires |                                 |                                       |                                       |                                 |
| juillet 1966                                                   |                                 | 1er octobre 1966                      | [ JORF 1 ]                            | Abdul Maliki                    |
| ?                                                              |                                 | 23 avril 1970                         | [ JORF 2 ]                            | Leslie Oritseweyinmi Harriman   |
| ?                                                              |                                 | 22 septembre 1977                     | [ JORF 3 ]                            | George Dove-Edwin               |
| ?                                                              |                                 | 30 juillet 1981                       | [ JORF 4 ]                            | Oga Okwoche                     |
| ?                                                              |                                 | 27 septembre 1984                     | [ JORF 5 ]                            | Peter Luis Udoh                 |
| ?                                                              |                                 | 2 octobre 1987                        | [ JORF 6 ]                            | Oluyemi Adeniji (en)            |
| ?                                                              |                                 | 11 juillet 2012                       | [ JORF 7 ]                            | Akin O. Fayomi                  |
| ?                                                              |                                 | 20 février 2014                       | [ JORF 8 ]                            | Hakeem O. Sulaiman              |
| ?                                                              |                                 | 18 décembre 2017                      | [ JORF 9 ]                            | Modupe E. Irele                 |
| ?                                                              |                                 | 2 novembre 2021                       | [ JORF 10 ]                           | Kayode Ibrahim Laro             |